# ماريوس كوبيل
ماريوس كوبيل (بالرومانية: Marius Copil)‏ مواليد 17 أكتوبر 1990 في أراد، هو لاعب كرة مضرب روماني يلعب باليد اليمنى بدأ مسيرته كمحترف عام 2008 ويحتل حالياً المرتبة رقم. 180 (27 أبريل 2015) في تصنيف رابطة محترفي كرة المضرب. أعلى تصنيف له في الفردي كان المركز الـ 124 في سنة 2013.

## روابط خارجية
- ماريوس كوبيل على موقع رابطة محترفي التنس (الإنجليزية)
- ماريوس كوبيل على موقع الاتحاد الدولي لكرة المضرب (الإنجليزية)
- ماريوس كوبيل على موقع كأس ديفيز (الإنجليزية)
- ماريوس كوبيل على موقع خلاصة التنس.كوم (الإنجليزية)
- ماريوس كوبيل على موقع إي إس بي إن.كوم (الإنجليزية)